# Este país necesita un repaso
Este país necesita un repaso fue un programa de humor de televisión, que se emitió por Telecinco entre 1993 y 1995. 

## Formato
Adaptación para TV de la tertulia de El Estado de la Nación, espacio radiofónico emitido desde la década de 1980 dentro del programa Protagonistas, de Luis del Olmo, y contando además con la mayoría de los miembros del precedente radiofónico, se trataba de un debate, en tono humorístico y desenfadado, en el que se hacía un repaso a los temas de candente actualidad acaecidos en el país durante la semana anterior.

## Tertulianos
- Moderador: José Luis Coll.
- Luis Sánchez Polack.
- Antonio Mingote.
- Antonio Burgos.
- Chumy Chúmez.
- Alfonso Ussía.
- Miguel Durán.
- Antonio Ozores (2ª temporada).